# Ruth Jacobi
Ruth Jacobi (* 15. Mai 1899 in Posen; † 21. September 1995 in Kalifornien) war eine deutsche Fotografin.
Ruth Jacobi stammte aus einer Fotografenfamilie. Ihr Urgroßvater Samuel Jacobi war bei Daguerre in die Lehre gegangen und hatte ein fotografisches Atelier gegründet. Ruth und Lotte Jacobi waren die Töchter von Samuels Enkel Sigismund und dessen Frau Mia Jacobi, geb. Lublinski. Sie wuchsen in Posen auf.
Ruth Jacobi lernte ab 1920 in der Photographischen Lehranstalt des Lette-Vereins in Berlin ihr Handwerk, arbeitete dann fünf Jahre lang im neuen Fotoatelier ihrer Familie in der Joachimstaler Straße 5, später Kurfürstendamm, und zog 1928 nach New York, wo sie unter anderem das Leben von Juden in der Lower East Side dokumentierte. Zu Beginn der 1930er Jahre nach Europa zurückgekehrt, ließ sie sich 1933 von ihrem ersten Ehemann Hans Richter scheiden und heiratete dann in Budapest den ungarischen Mediziner Maurus Roth. Das Ehepaar Jacobi-Roth emigrierte 1935 in die USA. Dort lebte es in Queens. Ruth Jacobi-Roth eröffnete in den USA ein Fotoatelier, gab ihren Beruf aber schließlich auf, um ihren Mann in der Arztpraxis zu unterstützen.
Aus ihrem Nachlass befinden sich 400 Abzüge und eine größere Zahl von Negativen im Archiv des Jüdischen Museums Berlin. Zu Ruth Jacobis Lebzeiten fanden keine Ausstellungen ihrer Bilder statt; allerdings wurden einige veröffentlicht. Der Schutzumschlag von Jews Without Money von Michael Golds zeigte eine ihrer Aufnahmen. Zwischen 1937 und 1939 konnte sie mehrere Bilder in Popular Photography veröffentlichen. Einige ihrer Porträts von Albert Einstein wurden 1939 in einer Biographie des Wissenschaftlers verwendet und in U.S. Camera 1940, einem Bildband zum hundertjährigen Bestehen der Fotografie, war ebenfalls eine Fotografie von Ruth Jacobi-Roth zu sehen. 2009 wurden Arbeiten Jacobis in Berlin gezeigt.